# Dziesięć czynników życia
Dziesięć czynników życia (chiń. shirushi | kor. Sibyŏsi | jap. Jūnyoze |  wiet. Thập Như Thị) – jedna z podstawowych nauk chińskiej szkoły buddyjskiej tiantai.
Znane są także jako Dziesięć zasadniczych jakości lub Dziesięć aspektów takości. Znaleźć je można w Sutrze Lotosu w rozdziale II zatytułowanym Fangbian (skt Upayakauśalya) – odpowiednie, zręczne metody lub środki.
- 1. Wygląd zewnętrzny [dosłownie forma, kształt, wygląd; skt. lakṣana, chiń. xiang lub w połączeniu z takością ru -xiangru]. Teksty szkoły tiantai stwierdzają, że określenie to odnosi się do tego, co jest zewnętrznie ujawnione, czyli mogące być postrzeżone przez obserwatora, a więc: forma, kolor, kształt itp.; materialna i fizyczna strona naszego życia.
- 2. Natura. [także jako jakość; skt. tatha, svabhāva; chiń. xing lub xingru]. Pisma tiantai określają  naturę jako odnoszącą się do tego, co wewnętrzne. Chodzi tu o wrodzone predyspozycje czy jakości, które nie mogą być postrzeżone z zewnątrz. W terminach ludzkiego istnienia oznacza to duchowe aspekty, takie jak umysł i świadomość. Natura oznacza niezmienną wewnętrzną skłonność. Na przykład piekielna natura piekła nigdy nie zmienia się, lecz jest zawsze wrodzona w ludzkie życie.
- 3. Istota. [także jako ciało, organizm; chiń. tai lub tairu]. Oznacza podstawę lub zasadę życia, która wspiera i integruje zewnętrzny wygląd i wewnętrzną naturę.

Te trzy czynniki wyjaśniają wszelkie byty i zjawiska ze statystycznego punktu widzenia. Sześć następnych czynników wyjaśnia dynamiczne działania i funkcje życia. Trzy pierwsze czynniki zawierają zasadniczą rzeczywistość życia, która wspiera te działania.
- 4. Moc.  [Skt bala; chiń. li lub liru]. Zdolność do działania, wewnętrzna energia lub siła do wykonywania czegoś.
- 5. Działanie. [także jako aktywność, funkcjonowanie, robienie, tworzenie, budowanie, wpływ; skt vedanā; chiń. zuo lub zuoru]. Chodzi tu o działanie czy ruch, tworzony wtedy, gdy ożywiana jest potencjalna energia (moc).
- 6. Wewnętrzna przyczyna. [także pierwotna przyczyna, karma; skt hetu; chiń. yin lub yinru].
- 7. Uwarunkowania. [także jako przyczyna środowiskowa, zewnętrzna przyczyna; skt pratyaya; chiń. yuan lub yuanru]. Wszystko to, co pozwala przejawiać się karmie. Jest to pomocnicza przyczyna, która pomaga karmie tworzyć skutek.
- 8. Utajony skutek. [także skutek, odpłata, karmiczna spłata, owoc; skt phalā; chiń. guo lub guoru]. Skutek tworzony w naszym życiu, gdy wewnętrzna lub bezpośrednia przyczyna zostaje ożywiona przez związek z pomocniczą przyczyną.
- 9. Skutek wyjawiony. [także jako nagroda, karmiczna zapłata, zwrot; chiń. bao lub baore]. Konkretny, postrzegalny skutek, który powstaje po jakimś czasie jako konsekwencja działania wewnętrznej przyczyny i utajonego skutku.
- 10. Zgodność. [także jako nierozdzielność, konieczność tych wszystkich czynników, ostateczna tożsamość początku i końca; chiń. benmojiu jingdeng].

Ten ostatni czynnik ukazuje także, iż pierwsze trzy czynniki, czyli zasada (początek) i następnych sześć czynników czyli funkcja (koniec) są całkowicie nierozdzielne (początek i koniec czyli zasada wszystkich zjawisk i funkcji) czyli stanowią Jedno.
Według Sutry Lotosu tych dziesięć dharm zawiera w sobie całą rzeczywistość – skt. sarvadharma. 